# Верхня Липиця (могильник)
Верхня Липиця — археологічна пам'ятка, стародавній могильник. 
Пам'ятка датується часовим проміжком від 70-х рр. І ст. до останньої чверті II ст. Від назви пам'ятки пішла назва липицької культури. Досліджено в 1889–90 рр. І. Коперницьким. Міститься у селі Верхня Липиця Рогатинського району Івано-Франківської області. Матеріали розкопок опубліковано 1932 року М. Смішком. Відкрито 67 поховань: 60 кремацій і 7 тілопокладень, а також залишки трьох спеціальних вогнищ для тілоспалення — т. зв. ustrina. Перебрані кістки похованих здебільшого були вміщені в накриті урни, переважно гончарні, або в ями. Супровідний інвентар: керамічні посудини-приставки, фібули, ключі, ножі, шила, пряжки, дзеркальця, пряслиця, намисто.